# Tomopagurus cokeri
Tomopagurus cokeri är en kräftdjursart som först beskrevs av Hay 1917.  Tomopagurus cokeri ingår i släktet Tomopagurus och familjen eremitkräftor. Inga underarter finns listade i Catalogue of Life.